# Peter Bastian

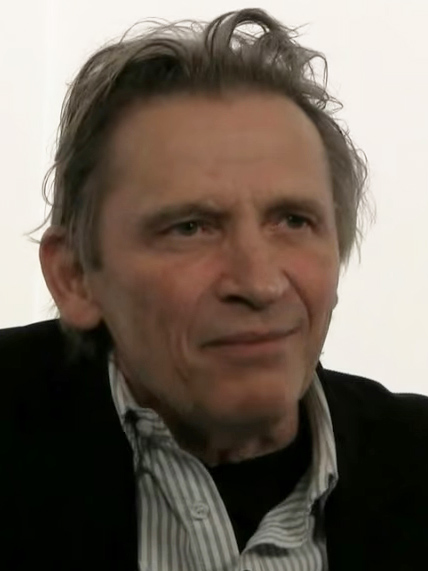

Peter Bastian (* 25. August 1943 in Kopenhagen; † 27. März 2017 in Arresø) war ein dänischer Musiker (Fagott, auch Klarinette), der auch Improvisator und Komponist war. Er galt als „Allrounder auf dem Fagott von der Klassik über Jazz und Tango bis zu Tanzfolklore aus allen Teilen der Welt.“

## Leben und Wirken
Seine Eltern Birgit und Gert Bastian waren beide Opernsänger. Von 1962 bis 1971 studierte er Theoretische Physik an der Universität Kopenhagen und absolvierte gleichzeitig eine Ausbildung zum klassischen Fagottisten an Det Kongelige Danske Musikkonservatorium. Er nahm auch Unterricht bei Sergiu Celibidache. Seit 1968 gehörte er als Gründungsmitglied zu The Danish Wind Quintet (Den Danske Blæserkvintet), mit dem er international tourte und zahlreiche Alben einspielte. Zwischen 1976 und 2012 war er zudem Teil des dänischen Ethno-Jazz-Trios Bazaar, das er mit dem Hammond-Organisten Anders Koppel gegründet hatte; dort veröffentlichte er auch als Klarinettist mehrere Alben.
Bastians Buch Ind i Musikken (1987) erhielt den Weekendavisens litteraturpris und zählt zur Kernliteratur der musikalischen Phänomenologie. 2011 erschien seine Autobiographie Mesterlære - en livsfortælling 2011. Postum wurde Altid allerede elsket: En musiker finder fred i eget hus (2017) veröffentlicht.
Bastian wurde 1988 mit dem Rosenkjærprisen ausgezeichnet. Im Jahr 1998 wurde er zum Ritter des Dannebrog-Ordens ernannt. Er starb im Alter von 73 Jahren an den Folgen einer Krebserkrankung.

## Diskographische Hinweise
- Northern Lights & Invocations (Krystal/Fønix Musik 1980, mit Marilyn Mazur, Harriet Brahm, Thorbjørn)
- Peter Bastian & Stig Møller Forest Walk (Fønix Musik 1988)